# Léon Fatous
Léon Fatous, né le 11 février 1926 à Dainville dans le Pas-de-Calais et mort le 24 septembre 2023 à Arras, est un homme politique français. Il est membre de la SFIO et du PS, ancien maire d'Arras, député européen, et sénateur.

## Biographie
Secrétaire général de la Fédération socialiste du Pas-de-Calais, adjoint au maire en 1965, Léon Fatous succède à Guy Mollet à la mairie d'Arras en 1975. Élu maire le 29 novembre 1975, il est confirmé lors des élections de 1977. En mars 1983, Léon Fatous est réélu maire de la ville, et en avril, il est élu président du district devant Michel Darras. Il sera réélu en 1989, mais sa liste est défaite lors des élections municipales de juin 1995 par Jean-Marie Vanlerenberghe.
Son mandat à la mairie d'Arras est marqué par le contrat de ville moyenne signé avec l'État en 1976. Les moyens financiers alloués permettent la mise en valeur du patrimoine de la ville, avec notamment l'aménagement du centre-ville et la restauration des quartiers Méaulens, Saint-Géry et l'Ancien Rivage. Sur le plan local, Léon Fatous consolide le District Urbain. Dans un contexte de jumelage entre les villes européennes, il promeut et personnellement soutient la tendance. À la suite de cette politique à présent Arras est jumelée avec les villes d'Ipswich, Herten et Deva.
Il est membre de la deuxième législature du Parlement européen du 24 juillet 1984 au 24 juillet 1989, membre du groupe socialiste.
Élu sénateur le 27 septembre 1992, membre du groupe socialiste, membre de la commission des affaires économiques, il ne se représente pas à la fin de son mandat (le 30 septembre 2001).
Il meurt le 24 septembre 2023 à l'âge de 97 ans.

## Distinction
- Commandeur de la Légion d'honneur (14 juillet 2018)[3].